# János Varga
János Varga (hongarès: Varga János)  (Abony, 21 d'octubre de 1939 - Budapest, 29 de desembre de 2022) va ser un lluitador hongarès que va competir durant les dècades de 1960 i 1970. Combinà la lluita grecoromana i la lluita lliure. Era el pare de la tiradora d'esgrima Gabriella Varga.
El 1964 va prendre part en els Jocs Olímpics de Tòquio, on disputà les dues proves del pes gall del programa de lluita, la de lluita grecoromana i lluita lliure. En ambdues fou eliminat en sèries. Quatre anys més tard, als Jocs de Ciutat de Mèxic, guanyà la medalla d'or en la prova del pes gall del programa de lluita grecoromana i el 1972, a Múnic, fou quart en aquesta mateixa competició. En el seu palmarès també destaquen dues medalles d'or, dues de plata i dues de bronze al Campionat del món de lluita, dues d'or i una de plata al Campionat d'Europa de lluita i vint-i-tres títols nacionals.
En retirar-se, el 1973, passà a exercir d'entrenador del Budapest Honvéd fins al 1990 i del 1978 al 1993 de la selecció nacional hongaresa. Era membre del Comitè Olímpic d'Hongria.